# Sepins e Bolho
Sepins e Bolho (oficialmente: União das Freguesias de Sepins e Bolho) é uma freguesia portuguesa do município de Cantanhede, com 17,61 km² de área e 1711 habitantes (censo de 2021). A sua densidade populacional é 97,2 hab./km².

## História
Foi constituída em 2013, no âmbito de uma reforma administrativa nacional, pela agregação das antigas freguesias de Sepins e Bolho e tem a sede em Sepins.

## Demografia
A população registada nos censos foi:
| Distribuição da População por Grupos Etários | Distribuição da População por Grupos Etários | Distribuição da População por Grupos Etários | Distribuição da População por Grupos Etários | Distribuição da População por Grupos Etários | Distribuição da População por Grupos Etários |
| -------------------------------------------- | -------------------------------------------- | -------------------------------------------- | -------------------------------------------- | -------------------------------------------- | -------------------------------------------- |
| Antes da agregação                           |                                              |                                              |                                              |                                              |                                              |
| Ano                                          | 0-14 anos                                    | 15-24 anos                                   | 25-64 anos                                   | >= 65 anos                                   | Total                                        |
| 2001                                         | 285                                          | 297                                          | 1120                                         | 441                                          | 2143                                         |
| 2011                                         | 210                                          | 179                                          | 967                                          | 568                                          | 1924                                         |
| Após a agregação                             |                                              |                                              |                                              |                                              |                                              |
| Ano                                          | 0-14 anos                                    | 15-24 anos                                   | 25-64 anos                                   | >= 65 anos                                   | Total                                        |
| 2021                                         | 153                                          | 151                                          | 798                                          | 609                                          | 1711                                         |